# 旅行者合唱團
旅行者合唱團（英語：Journey）是1973年由山塔那合唱團和Frumious Bandersnatch的前成員在舊金山成立的美國搖滾樂團。樂團經歷了幾次陣容變換；而1978年至1987年，樂團獲得了商業上最大的成功。在此期間，旅行者合唱團發行了一系列熱門歌曲，其中包括1981年的《Don't Stop Believin'》，它在2009年成為iTunes歷史上最暢銷且不在21世紀發行的歌曲之一。其專輯《Escape》是樂團的第八張、也是最成功的專輯，其在Billboard 200上排名第一，當中單曲《Open Arms》成為了又一首受歡迎的歌曲。緊接著在1983年發行的《Frontiers》在美國幾乎同樣成功，榜上排名第二，並創造了幾首成功的單曲；它擴大了樂團在英國的吸引力，並在英國專輯排行榜上達到第6位。
到目前為止，旅行者合唱團擁有兩張黃金專輯，八張多白金專輯和兩張鑽石專輯（包括1978年至1987年間的七張連續多張白金專輯）。他們在美國擁有18首40強單曲，其中有6首達到美國排行榜的前10名，而其中2首在其他告示牌榜單達到了第一名、以及《Don't Stop Believin'》在英國單曲排行榜上排名第6。2005年，《Don't Stop Believin'》的iTunes下載量來到第3名。作為原前衛搖滾樂團，Allmusic稱旅行者合唱團在1978年時，以採用流行音樂重新定義自己風格的第四張專輯《Infinity》鞏固了美國最受商業歡迎的搖滾/流行樂團之一。
根據美國唱片業協會，旅行者合唱團在美國銷售了4800萬張專輯，使他們成為暢銷樂團的第25名。他們在全球賣超過7500萬張專輯，使他們成為世界上最暢銷音樂藝人之一。今日美國在2005年的民意調查中將旅行者合唱團列為歷史上排名第五的美國搖滾樂團。他們的歌曲已成為舞台搖滾的經典，並且仍然在世界各地的搖滾電台上播放。旅行者合唱團在VH1的百大有史以來最偉大的音樂藝人中排名第96位。
旅行者合唱團在2017年被引入搖滾名人堂，入選成員包括主唱史帝夫·派瑞、吉他手尼爾·尚恩、鍵盤手喬納森·凱恩與葛雷格·羅利、貝斯手羅斯·瓦洛里、以及鼓手艾恩斯利·丹巴爾和史蒂夫·史密斯。

## 成員

### 現任成員
- 尼爾·尚恩（英语：Neal Schon） – 主音吉他、背景和聲以及部分主唱 (1973–現在)
- 喬納森·凱恩（英语：Jonathan Cain） – 鍵盤、鋼琴、背景和聲、節奏吉他 (1980–現在)
- 丁恩·卡斯特羅諾沃（英语：Deen Castronovo） – 爵士鼓、打擊樂器、主唱及背景和聲 (1998–2015、2021–現在)
- 亞奈爾·派達（英语：Arnel Pineda） – 主唱 (2007–現在)
- 傑森·德拉特卡 – 鍵盤、背景和聲、主唱 (2019–現在)
- 托德·詹森（英语：Todd Jensen） – 貝斯、背景和聲 (2021–現在)

### 前成員
- 葛雷格·羅利（英语：Gregg Rolie） – 鍵盤、鋼琴、口琴、主唱及背景和聲 (1973–1980)
- 喬治·提克納（英语：George Tickner） – 節奏吉他、背景和聲 (1973–1975)
- 羅斯·瓦洛里（英语：Ross Valory） – 貝斯、背景和聲、合成器 (1973–1985、1995–現在)
- 史蒂夫·史密斯（英语：Steve Smith (musician)）– 爵士鼓、打擊樂器、部分背景和聲 (1978–1985、1995–1998、2015–現在)
- 派瑞爾·普林斯（英语：Prairie Prince） – 爵士鼓、打擊樂器 (1973–1974)
- 艾恩斯利·丹巴爾（英语：Aynsley Dunbar） –  爵士鼓、打擊樂器 (1974–1978)
- 羅伯特·弗萊什曼（英语：Robert Fleischman） – 主唱、部分鍵盤(1977)
- 史帝夫·派瑞（英语：Steve Perry） – 主唱、部分鍵盤、鋼琴(1977–1998)
- 蘭迪·傑克遜 – 貝斯、背景和聲(1985–1987)
- 史帝夫·奧格里（英语：Steve Augeri） – 主唱、部分節奏吉他(1998–2006)
- 傑夫·史考特·索托（英语：Jeff Scott Soto） – 主唱(2006–2007)

## 作品列表

### 錄音室專輯
| - 《Journey》（1975年4月1日） - 《Look into the Future》（1976年1月1日） - 《Next》（1977年2月） - 《Infinity》（1978年11月21日） - 《Evolution》（1979年4月5日） - 《Departure》（1980年5月23日） - 《Escape》（1981年7月31日） - 《Frontiers》（1983年2月22日） - 《Raised on Radio》（1986年4月21日） - 《Trial by Fire》（1996年10月22日） - 《Arrival》（2001年4月3日） - 《Generations》（2005年8月29日） - 《Revelation》（2008年6月3日） - 《Eclipse》（2011年5月24日） - 《Captured》（1981年2月） - 《Greatest Hits Live》（1998年5月24日） - 《Live in Houston 1981: The Escape Tour》（2005年11月） - 《Dream, After Dream》（1980年12月10日） | - 《In the Beginning》（1980年1月） - 《Star-Box》（1988年8月16日） - 《Greatest Hits》（1988年11月15日） - 《The Ballade》（1991年） - 《Time3》（1992年12月1日） - 《The Journey Continues》（2001年3月6日） - 《The Essential Journey》（2001年10月16日） - 《Open Arms: Greatest Hits》（2004年5月19日） - 《Greatest Hits 2》（2011年11月1日） - 《Greatest Hits 1 and 2》（2011年） - 《Classics》（1988年） - 《Red 13》（2002年11月26日） - 《The Unfinished Fusion》（1973年） |

## 外部連結
- 官方网站
- 旅行者合唱團在遺贈唱片網站上的頁面
- 中的“Journey”
- The Journey Zone （页面存档备份，存于）
- Castles Burning Interview with Herbie Herbert re-published